# Vijfde chakralaag

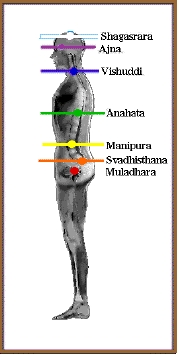
De zeven chakra's en hun plaats in het lichaam.

De vijfde chakralaag is de natuurlijke verbinding tussen de vijfde auralaag (communicatief lichaam) en het vijfde chakra (Vishuddha of keel). Het lichaam heeft in totaal zeven auralagen die allemaal verbonden zijn met een van de zeven chakra's, het lichaam heeft dus zeven van deze verbindingen en dus ook zeven chakralagen.
Het vijfde chakra heeft een natuurlijke verbinding met de vijfde aura. De overige zes auralagen zijn ook verbonden met het vijfde chakra, maar hier treedt geen natuurlijke verbondenheid in op, het levert echter wel een onderverdeling op:
- Chakralaag 5.1: 5e chakra, 1e auralaag; de verbinding tussen het vijfde chakra en het fysieke lichaam.
- Chakralaag 5.2: 5e chakra, 2e auralaag; de verbinding tussen het vijfde chakra en het emotionele lichaam.
- Chakralaag 5.3: 5e chakra, 3e auralaag; de verbinding tussen het vijfde chakra en het ego-lichaam.
- Chakralaag 5.4: 5e chakra, 4e auralaag; de verbinding tussen het vijfde chakra en het liefdeslichaam.

De vijfde, zesde en zevende auralaag zijn te diffuus om te meten of, binnen een alternatieve geneeswijze, er iets mee te doen. Deze worden daarom ook niet meegeteld in de chakralagen.